# Boxeo en los Juegos Olímpicos de Tokio 2020
Los combates de boxeo en los Juegos Olímpicos de Tokio 2020 se realizaron en el Arena Kokugikan de Tokio del 24 de julio al 8 de agosto de 2021.
En total fueron disputadas en este deporte 13 pruebas diferentes, 8 masculinas y 5 femeninas. El programa de competiciones se modificó en relación con la edición anterior, dos categorías masculinas fueron eliminadas para dar entrada a dos nuevas categorías femeninas.

## Calendario
| P | Primera ronda | ⅛ | Octavos de final | ¼ | Cuartos de final | ½ | Semifinales | F | Final |

| Fecha→ Categoría ↓ | Sá 24 | Do 25 | Lu 26 | Ma 27 | Mi 28 | Ju 29 | Vi 30 | Sá 31 | Do 01 | Lu 02 | Ma 03 | Mi 04 | Ju 05 | Vi 06 | Sá 07 | Do 08 |
| ------------------ | ----- | ----- | ----- | ----- | ----- | ----- | ----- | ----- | ----- | ----- | ----- | ----- | ----- | ----- | ----- | ----- |
| 52 kg              | –     | –     | P     | –     | –     | –     | –     | ⅛     | –     | –     | ¼     | –     | ½     | –     | F     | –     |
| 57 kg              | P     | –     | –     | –     | ⅛     | –     | –     | –     | ¼     | –     | ½     | –     | F     | –     | –     | –     |
| 63 kg              | –     | P     | –     | –     | –     | –     | –     | ⅛     | –     | –     | ¼     | –     | –     | ½     | –     | F     |
| 69 kg              | P     | –     | –     | ⅛     | –     | –     | ¼     | –     | ½     | –     | F     | –     | –     | –     | –     | –     |
| 75 kg              | –     | –     | P     | –     | –     | ⅛     | –     | –     | ¼     | –     | –     | –     | ½     | –     | F     | –     |
| 81 kg              | –     | P     | –     | –     | ⅛     | –     | ¼     | –     | ½     | –     | –     | F     | –     | –     | –     | –     |
| 91 kg              | P     | –     | –     | ⅛     | –     | –     | ¼     | –     | –     | –     | ½     | –     | –     | F     | –     | –     |
| +91 kg             | P     | –     | –     | –     | –     | ⅛     | –     | –     | ¼     | –     | –     | ½     | –     | –     | –     | F     |

| Fecha→ Categoría ↓ | Sá 24 | Do 25 | Lu 26 | Ma 27 | Mi 28 | Ju 29 | Vi 30 | Sá 31 | Do 01 | Lu 02 | Ma 03 | Mi 04 | Ju 05 | Vi 06 | Sá 07 | Do 08 |
| ------------------ | ----- | ----- | ----- | ----- | ----- | ----- | ----- | ----- | ----- | ----- | ----- | ----- | ----- | ----- | ----- | ----- |
| 48–51 kg           | –     | P     | –     | –     | –     | ⅛     | –     | –     | ¼     | –     | –     | ½     | –     | –     | F     | –     |
| 54–57 kg           | P     | –     | ⅛     | –     | ¼     | –     | –     | ½     | –     | –     | F     | –     | –     | –     | –     | –     |
| 57–60 kg           | –     | –     | –     | P     | –     | –     | ⅛     | –     | –     | –     | ¼     | –     | ½     | –     | –     | F     |
| 64–69 kg           | P     | –     | –     | ⅛     | –     | –     | ¼     | –     | –     | –     | –     | ½     | –     | –     | F     | –     |
| 69–75 kg           | –     | P     | –     | –     | ⅛     | –     | –     | ¼     | –     | –     | –     | –     | –     | ½     | –     | F     |

## Medallistas

### Masculino
| Evento                             | Oro                          | Plata                            | Bronce                                                        |
| ---------------------------------- | ---------------------------- | -------------------------------- | ------------------------------------------------------------- |
| Mosca (52 kg) (7 de agosto)        | Galal Yafai · Reino Unido    | Carlo Paalam · Filipinas         | Ryomei Tanaka · Japón Saken Bibosynov · Kazajistán            |
| Pluma (57 kg) (5 de agosto)        | Albert Batyrgaziyev · ROC    | Duke Ragan · Estados Unidos      | Samuel Takyi · Ghana Lázaro Álvarez · Cuba                    |
| Ligero (63 kg) (8 de agosto)       | Andy Cruz · Cuba             | Keyshawn Davis · Estados Unidos  | Hovhannes Bachkov · Armenia Harry Garside · Australia         |
| Wélter (69 kg) (3 de agosto)       | Roniel Iglesias · Cuba       | Pat McCormack · Reino Unido      | Aidan Walsh · Irlanda Andrei Zamkovoi · ROC                   |
| Medio (75 kg) (7 de agosto)        | Hebert Conceição · Brasil    | Olexandr Jyzhniak · Ucrania      | Eumir Marcial · Filipinas Gleb Bakshi · ROC                   |
| Semipesado (81 kg) (4 de agosto)   | Arlen López · Cuba           | Benjamin Whittaker · Reino Unido | Imam Jatayev · ROC Loren Alfonso · Azerbaiyán                 |
| Pesado (91 kg) (6 de agosto)       | Julio César La Cruz · Cuba   | Muslim Gadzhimagomedov · ROC     | David Nyika · Nueva Zelanda Abner Teixeira · Brasil           |
| Superpesado (+91 kg) (8 de agosto) | Bahodir Jalolov · Uzbekistán | Richard Torrez · Estados Unidos  | Frazer Clarke · Reino Unido Kamshybek Konkabayev · Kazajistán |

### Femenino
| Evento                          | Oro                         | Plata                             | Bronce                                                      |
| ------------------------------- | --------------------------- | --------------------------------- | ----------------------------------------------------------- |
| Mosca (48–51 kg) (7 de agosto)  | Stoika Krasteva · Bulgaria  | Buse Naz Çakıroğlu · Turquía      | Huang Hsiao-Wen · China Taipéi Tsukimi Namiki · Japón       |
| Pluma (54–57 kg) (3 de agosto)  | Sena Irie · Japón           | Nesthy Petecio · Filipinas        | Irma Testa · Italia Karriss Artingstall · Reino Unido       |
| Ligero (57–60 kg) (8 de agosto) | Kellie Harrington · Irlanda | Beatriz Ferreira · Brasil         | Sudaporn Seesondee · Tailandia Mira Potkonen · Finlandia    |
| Wélter (64–69 kg) (7 de agosto) | Busenaz Sürmeneli · Turquía | Gu Hong · República Popular China | Lovlina Borgohain · India Oshae Jones · Estados Unidos      |
| Medio (69–75 kg) (8 de agosto)  | Lauren Price · Reino Unido  | Li Qian · República Popular China | Nouchka Fontijn · Países Bajos Zemfira Magomedaliyeva · ROC |

## Medallero
| Núm. | País                    | Oro | Plata | Bronce | Total |
| ---- | ----------------------- | --- | ----- | ------ | ----- |
| 1    | Cuba                    | 4   | 0     | 1      | 5     |
| 2    | Reino Unido             | 2   | 2     | 2      | 6     |
| 3    | ROC                     | 1   | 1     | 4      | 6     |
| 4    | Brasil                  | 1   | 1     | 1      | 3     |
| 5    | Turquía                 | 1   | 1     | 0      | 2     |
| 6    | Japón                   | 1   | 0     | 2      | 3     |
| 7    | Irlanda                 | 1   | 0     | 1      | 2     |
| 8    | Bulgaria                | 1   | 0     | 0      | 1     |
| 8    | Uzbekistán              | 1   | 0     | 0      | 1     |
| 10   | Estados Unidos          | 0   | 3     | 1      | 4     |
| 11   | Filipinas               | 0   | 2     | 1      | 3     |
| 12   | República Popular China | 0   | 2     | 0      | 2     |
| 13   | Ucrania                 | 0   | 1     | 0      | 1     |
| 14   | Kazajistán              | 0   | 0     | 2      | 2     |
| 15   | Armenia                 | 0   | 0     | 1      | 1     |
| 15   | Australia               | 0   | 0     | 1      | 1     |
| 15   | Azerbaiyán              | 0   | 0     | 1      | 1     |
| 15   | China Taipéi            | 0   | 0     | 1      | 1     |
| 15   | Finlandia               | 0   | 0     | 1      | 1     |
| 15   | Ghana                   | 0   | 0     | 1      | 1     |
| 15   | India                   | 0   | 0     | 1      | 1     |
| 15   | Italia                  | 0   | 0     | 1      | 1     |
| 15   | Nueva Zelanda           | 0   | 0     | 1      | 1     |
| 15   | Países Bajos            | 0   | 0     | 1      | 1     |
| 15   | Tailandia               | 0   | 0     | 1      | 1     |
|      | TOTAL                   | 13  | 13    | 26     | 52    |